# Driemond
Driemond ist ein Dorf und Stadtteil im Stadtbezirk Amsterdam-Zuidoost (Provinz Nordholland). Der Stadtteil ist das älteste Wohnviertel in Amsterdam mit 1.705 Einwohnern (Stand: 1. Januar 2024). Driemond hat zwei Grundschulen und zwei Schrebergärten: Linnaeus und Frankendaal.

## Geschichte
Der Name Driemond hat seinen Ursprung von drei kleinen Flüssen, die bei dem Dorf zusammenkommen: Gein, Gaasp und Smal Weesp. Offiziell wurde der Name Driemond 1961 eingeführt, vorher hieß der Stadtteil Geinbrug. Driemond liegt im Westen von Weesp, im Südosten der Gemeinde Amsterdam und grenzt im Osten an den Amsterdam-Rhein-Kanal (niederländisch Amsterdam-Rijnkanaal). 

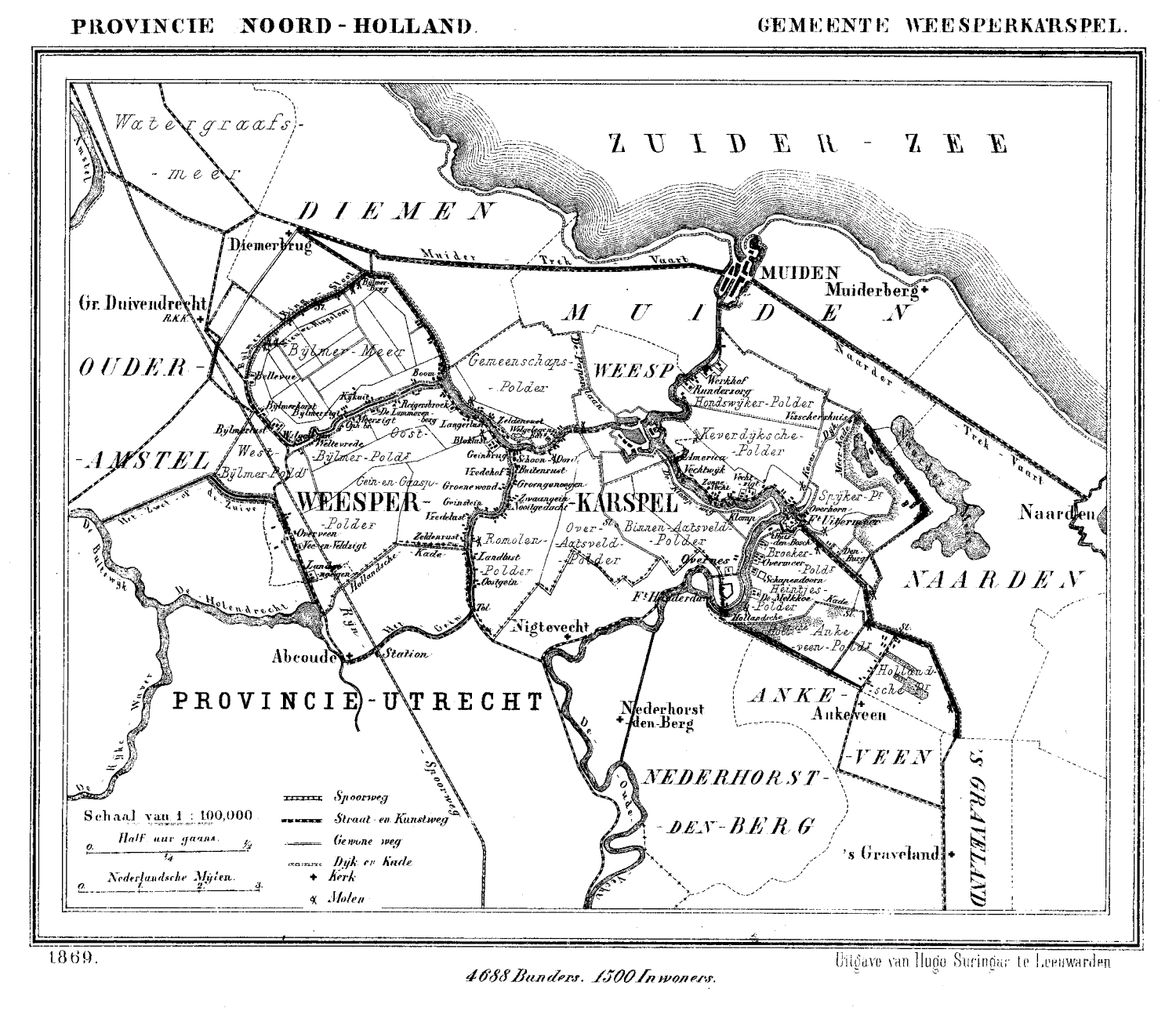
Gemeente Weesperkarspel, 1869

Das Dorf hat eine traditionsreiche Geschichte. Bis zum 31. Juli 1966 gehörte der damalige Weiler Geinbrug zur Gemeinde Weesperkarspel mit der dazugehörigen Weespertrekvaart. Weespertrekvaart wurde bereits 1639 angelegt, wobei von verschiedenen bestehenden Wasserstraßen (niederländisch Vaarweg oder Waterweg) Gebrauch gemacht wurde. Die schiffbaren Kanäle waren bestimmt für Treckschuten (niederländisch trekschuiten). 
Die Gemeinde Weesperkarspel umfasste Nord- und Ost−Duivendrecht, Geinbrug (beziehungsweise Driemond) und Bijlmermeer. 1811 kam Weesperkarspel zu der Stadt Weesp.
Auf dem Gemeindegebiet von Weesperkarspel stand von 1868 bis in die 1960er Jahre das Fort Bijlmer, eine zum Schutz von Amsterdam errichtete Festung, für die ab 1881 der Verteidigungsring Stellung von Amsterdam ausgebaut wurde. Nach dem Zweiten Weltkrieg war das Fort Bijlmer eine der Hinrichtungsstätten für Kriegsverbrecher und Verräter in den Jahren der deutschen Besatzung. Dort wurde 1948 unter anderem Ans van Dijk hingerichtet.
Am 1. August 1966 wurde das Gebiet von Weesperkarspel verteilt auf die Gemeinden Amsterdam, `s Graveland, Hilversum, Naarden und Weesp. Eine Änderung erfolgte 1987, damals wurde Weesperkarspel dem Stadtbezirk Amsterdam Zuid-Oost zugeschlagen.

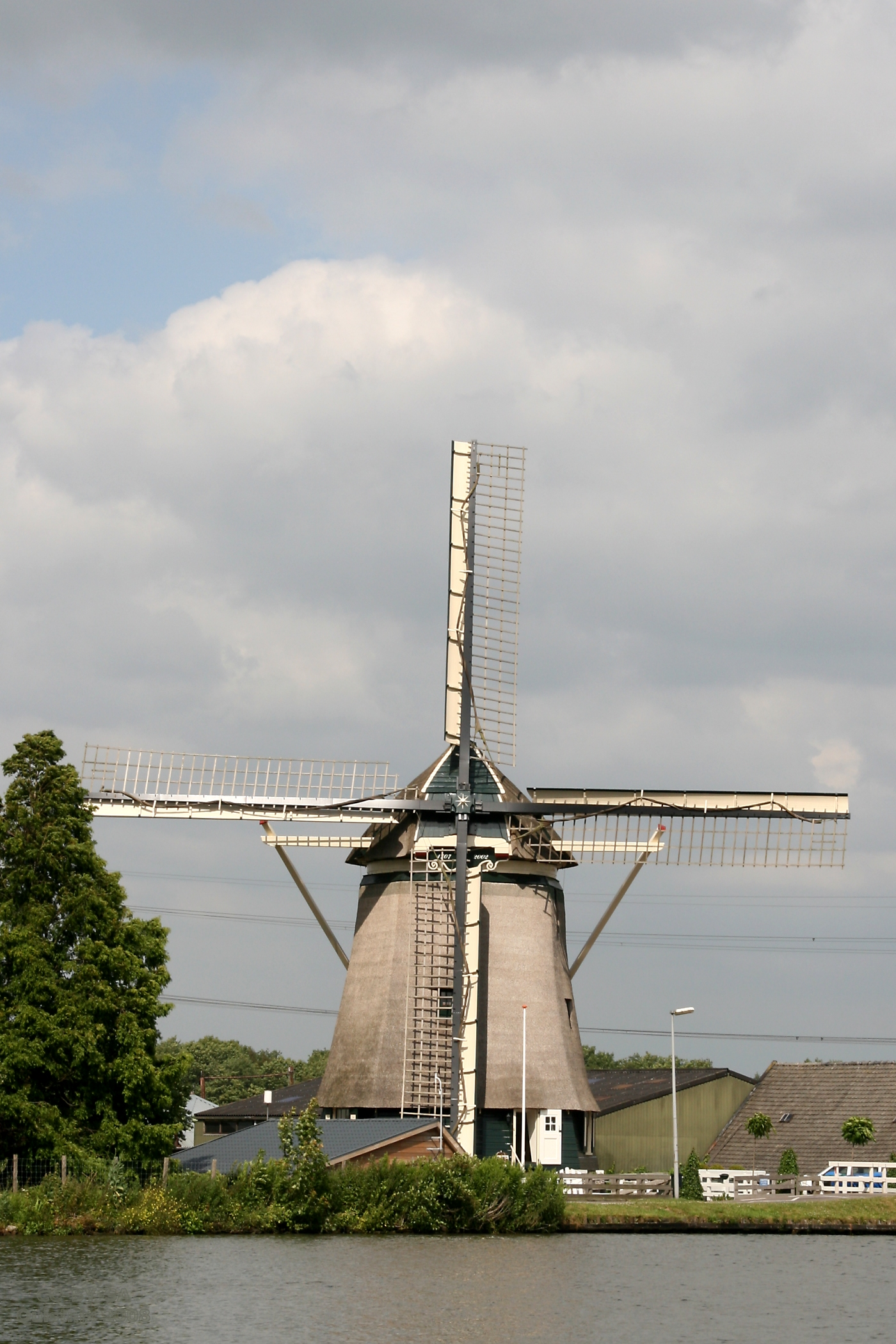
Windmühle bei Driemond

## Sehenswürdigkeiten und Veranstaltungen
Bei dem Dorf steht eine Windmühle, die Gaaspermolen (auch Gemeenschapsmolen genannt) von 1707. Außerdem zwei unter Denkmalschutz (Rijksmonument) stehende Monumente. Ein Bauernhof (niederländisch boerderij) sowie ein Gebäude von 1754.
Seit 1977 findet jährlich die Veranstaltung Geinloop statt, ein Leistungslauf (niederländisch prestatieloop), an dem jeder teilnehmen kann.